# Nordøyan
Nordøyan est un petit archipel et village de pêcheurs de la commune de Nærøysund , en mer de Norvège dans le comté de Trøndelag en Norvège.

## Description
L'archipel se compose de trois grands îlots Heimværet, Oddholmen, Surnøya et plusieurs îlots plus petits. Il fait partie de l'archipel de Vikna et il est situé en mer de Norvège, au sud-ouest d'Ytter-Vikna, à l'embouchure du bras de mer ouvert de Folda.
Le phare de Nordøyan est situé sur Surnøya, la plus méridionale des trois grandes îles. Les bâtiments de pêche sont construits sur le côté est de Heimværet. Une des plus anciennes stations météorologiques norvégiennes y est aussi installée.

## Naufrage du Sanct Svithum
Le dramatique naufrage du MS Sanc Svithum a eu lieu le 21 octobre 1962 sur un récif au sud-ouest du phare de Nordøyan. 48 personnes furent sauvées, mais 41 périrent.

## Réserve naturelle
La réserve naturelle de Nordøyan et site Ramsar, créée en 2003, comprend quelques îlots à l'ouest/sud-ouest des trois îles principales pour une superficie de 0,8 km2 et à l'ouest de l'archipel de Sør-Gjæslingan.

## Galerie

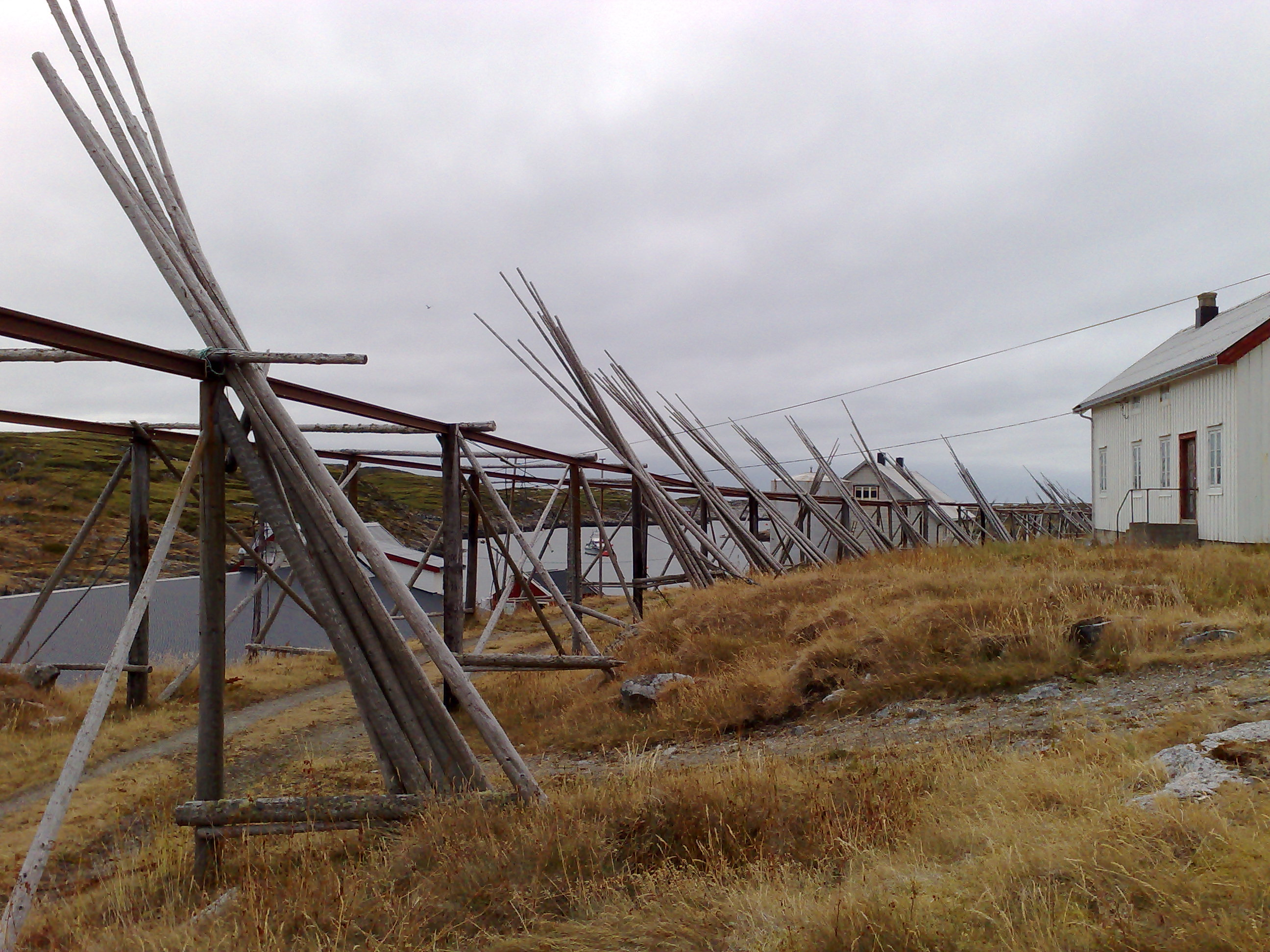
Nordøyan
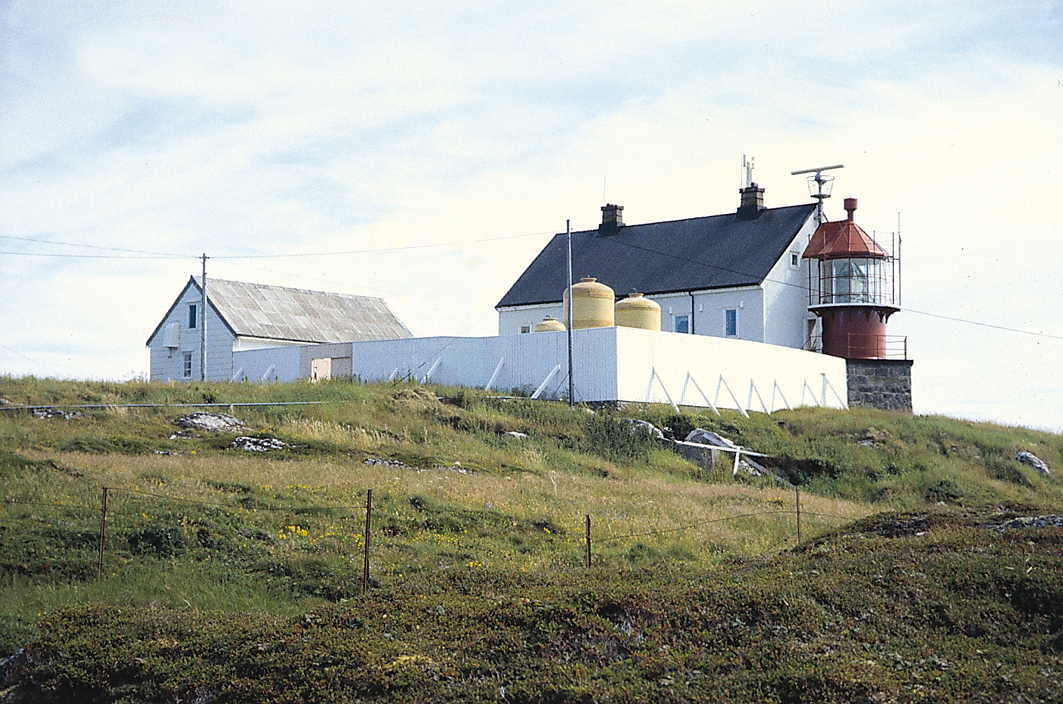
Phare de Nordøyan
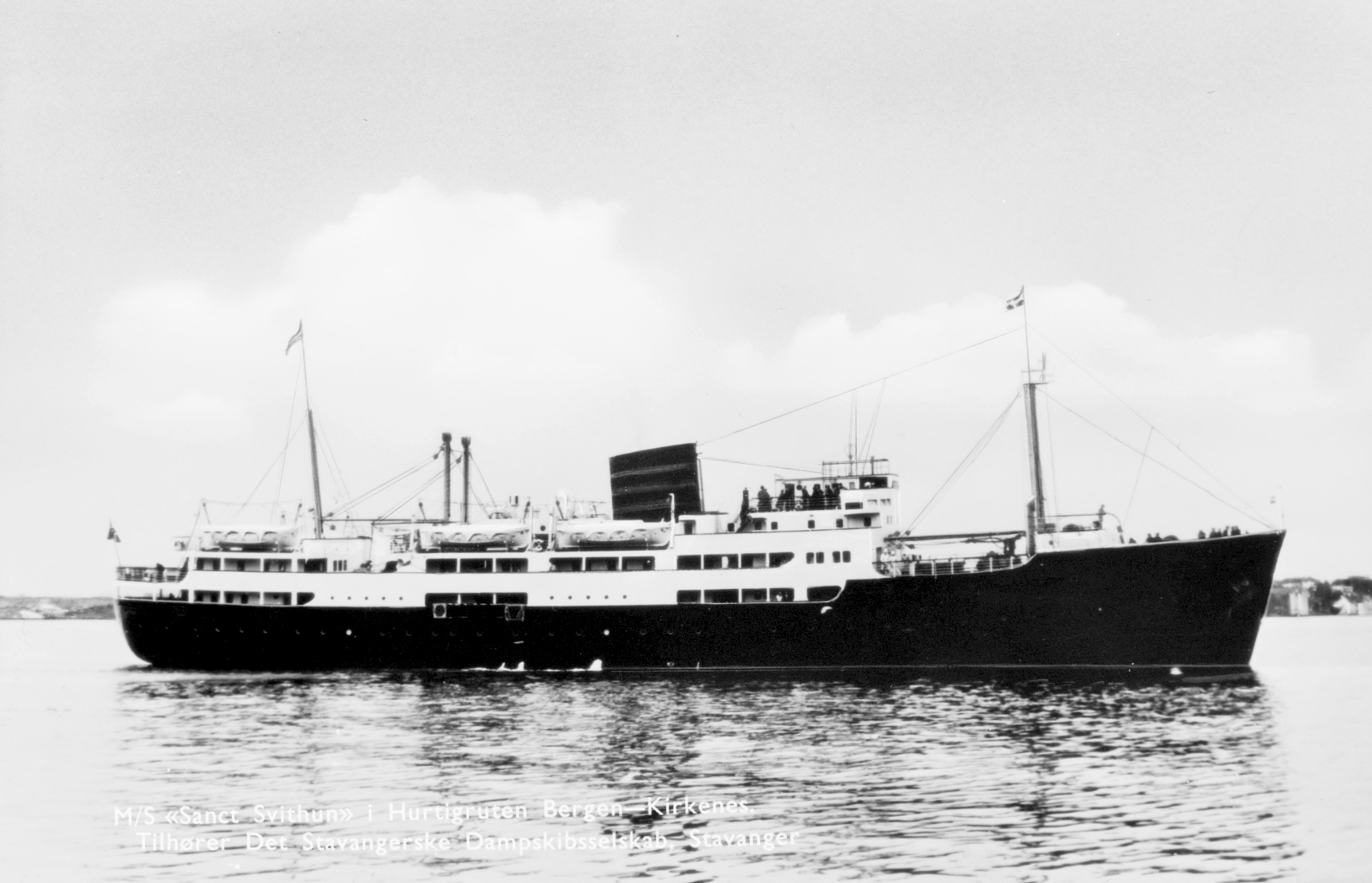
MS Sanct Svithum